# اینترنت اشیاء کم‌پهنا
اینترنت اشیاء کم‌پهنا (به انگلیسی: Narrowband IoT یا NB-IoT یا LTE Cat NB1) یکی از فناوری‌های LPWAN است که این قابلیت را فراهم می‌کند تا تعداد زیادی از دستگاه‌ها و سرویس‌ها بتوانند از طریق شبکه‌های سلولی به یکدیگر متصل شوند. NB-IoT فناوری‌ای است که توسط سازمان استانداردسازی 3GPP برای حمایت از اینترنت اشیاء به وجود آمده‌است. فناوری‌های مشابه دیگری مانند eMTC و EC-GSM-Iot نیز به وجود آمده‌اند. NB-IoT از نسخه 13 (release 13) استانداردهای 3GPP یعنی LTE-Advanced Pro به وجود آمده‌است.
هدف این فناوری تمرکز بر روی هزینه کم، دوام بیشتر باتری، پوشش در مناطق داخلی و پشتیبانی از تعداد زیاد دستگاه‌ها است. فناوری با بهره‌گیری از پهنای باندی بسیار باریک ۲۰۰ کیلوهرتزی (۱۸۰ کیلوهرتز به‌علاوه محافظ بین باند) می‌تواند نرخ انتقال چند ده کیلوبیتی فراهم کند. پهنای باند ۲۰۰ کیلوهرتزی می‌تواند به سه شکل وجود داشته باشد. در حالت In-band از همان بلوک‌های منابع موجود در LTE استفاده می‌شود. در حالت Gaurd-band از بلوک‌های منابعی که به عنوان محافظ در LTE هستند و از آن‌ها استفاده نمی‌شود، بهره می‌برند. در حالت standalone از پهنای باند اختصاصی خود استفاده می‌کند که در این حالت می‌تواند از باند فرکانسی GSM نیز استفاده کند.